# Гавриловка Вторая
Гаври́ловка Втора́я (укр. Гаврилівка Друга) — село в Каланчакской поселковой общине Скадовского района Херсонской области Украины.
Население по переписи 2001 года составляло 812 человек. Почтовый индекс — 75832. Телефонный код — 5530. Код КОАТУУ — 6523282201.

## История
Село Кременчук № 2 основано в 1908 году выходцами из села Чалбасы (ныне Виноградово Цюрупинского района)
В 1946 году указом ПВС УССР село Кременчук Второй переименовано в Гавриловку Вторую.
В 2022 году, во время вторжения России на Украину, село было захвачено. На данный момент находится под оккупацией ВС РФ.

## Местный совет
75832, Херсонская обл., Каланчакский р-н, с. Гавриловка Вторая, ул. Мира, 5